# Górskoie
Górskoie (en rus: Горское) és un poble del krai de Krasnodar, a Rússia. Es troba als vessants meridionals de l'extrem oest del Caucas occidental, a la vora esquerra del riu Djubga, a 42 km al nord-oest de Tuapsé i a 74 km al sud de Krasnodar, la capital.
Pertany al municipi de Djubga.